# Peng Weiguo
Peng Weiguo (chinois : 彭伟国) (né le 3 octobre 1971 à Guangzhou dans le Guangdong) est un joueur de football international chinois, qui évoluait au poste de milieu de terrain, avant de devenir entraîneur.

## Biographie

### Carrière de joueur

#### Carrière en sélection
Avec l'équipe de Chine, il dispute 53 matchs (pour 11 buts inscrits) entre 1992 et 1997. Il figure notamment dans le groupe des sélectionnés lors des Coupes d'Asie des nations de 1992 et de 1996.

## Palmarès
Guangzhou Apollo
- Championnat de Chine :
  - Vice-champion : 1994.